# Antonin Lefèvre-Pontalis
Pour les articles homonymes, voir Lefèvre.
Pour les autres membres de la famille, voir Famille Lefèvre-Pontalis.
Germain Antonin Lefèvre-Pontalis (né le 19 août 1830 à Paris où il est mort le 19 avril 1903) est un juriste, historien des institutions politiques et homme politique français, de tendance libéral-conservatiste (centre-droit).

## Biographie
Antonin Lefèvre-Pontalis est né dans une famille d'ancienne bourgeoisie originaire d'Île-de-France, issue de Louis Lefèvre, né avant 1748, bourgeois de Paris, rue Saint-Denis.
Il est le fils du notaire parisien Ferdinand Lefèvre, maire de Pantin sous la Restauration et propriétaire du château de Boissy, petit-fils du député Germain-André Soufflot de Palotte (neveu du célèbre architecte Soufflot) et frère aîné d'Amédée Lefèvre-Pontalis.
Il fait de très brillantes études classiques au collège Bourbon, obtient sa licence ès-lettres en août 1852 et il est reçu docteur en droit en 1855, avec une thèse remarquée sur la Condition légale de la femme mariée. Déjà auditeur au Conseil d'État depuis 1852, il devient auditeur de première classe en 1857, et collabore à la Revue des Deux Mondes et au Journal des débats, où il fait alors, dans les rangs du parti conservateur libéral, une opposition modérée à l'Empire. 
Il quitte le Conseil d'État pour se présenter, le 31 mai 1863, comme candidat indépendant au Corps législatif, dans la 3e circonscription de Seine-et-Oise, où il réunit 13 412 voix contre 16 657 à l'élu, Dambry, candidat officiel, député sortant. Il publie divers essais consacrés à des sujets politiques, juridiques ou historiques, comme La Hollande au XVIIe siècle, Les Lois et les mœurs électorales en France et en Angleterre (1864), La Liberté individuelle, qui renforcent sa notoriété. Il se représente aux élections législatives du 24 mai 1869, dans la même circonscription, avec un très grand nombre de concurrents : Eugène Rendu, Léon Say, Grégory Ganesco, le duc d'Ayen, etc. ; mais, ayant obtenu au premier tour 11 493 voix contre 11 526 à Eugène Rendu, candidat officiel, il engage avec succès la lutte au scrutin de ballottage : 15 593 voix sur 30 307 votants et 34,867 inscrits, contre 14 505 à Eugène Rendu, l'envoyèrent siéger au Corps législatif. Il prit place au centre, dans le Tiers parti.
Il est un des premiers signataires de la demande d'interpellation des 116 (juillet 1869). Il parle, dans la session de 1870, sur l'enquête agricole, sur le budget de l'instruction publique, sur l'amélioration du traitement des instituteurs, sur l'élection des maires par les conseils municipaux.
Après la chute de l'Empire, il se prononce pour la prompte convocation d'une Assemblée nationale. Il est élu le 8 février 1871 représentant de Seine-et-Oise à l'Assemblée nationale.
Il se fait inscrire à la réunion présidée par Ernest Feray. Il demande (février 1872) la nomination d'une commission chargée d'examiner les projets de libération du territoire. Il soutient jusqu'au 24 mai le gouvernement de Thiers. Sous le ministère de Broglie, il se rapproche de la droite, avec laquelle il vota pour le septennat, et se rallie à l'amendement Wallon, ainsi qu'à l'ensemble des lois constitutionnelles. À deux reprises, il est chargé des rapports sur l'organisation et les attributions du Sénat. Membre de plusieurs commissions importantes, notamment de celle des finances et des lois constitutionnelles, il fut rapporteur du projet de loi Savary sur les conditions d'éligibilité. Il prit la parole dans plusieurs discussions, sur les lois concernant les conseils municipaux, les conseils généraux, le conseil d'État, l'organisation de la magistrature, la suppression de la mairie centrale de Lyon, la loi électorale, etc.

Gravure représentant la Commission des Trente.

Il est membre de la Commission des Trente en 1873.
Il est porté, en décembre 1875, sur la liste des sénateurs inamovibles qui est battue par la liste de gauche, et fait partie du Conseil supérieur de commerce, de l'agriculture et de l'industrie.
Aux élections législatives du 20 février 1876, il est le candidat du parti conservateur dans la 1re circonscription d'Avesnes (Nord). De nouveau candidat, avec l'appui du maréchal de Mac-Mahon, le 14 octobre 1877, dans le même collège, il échoue avec 8 791 voix contre 9 279 au député sortant, Guillemin.
Mais les élections du 4 octobre 1885 ramènent Lefèvre-Pontalis au parlement : inscrit sur la liste conservatrice du Nord, il passe, au premier tour de scrutin. Il prend place au centre droit, parut plusieurs fois à la tribune, proposa sans succès avec Lockroy que les élections au scrutin de liste n'eussent lieu que lorsque plusieurs sièges seraient vacants, demande vainement la réduction de l'indemnité parlementaire, combat la proposition relative à l'expulsion des princes, ainsi que l'indemnité demandée pour les victimes du 24 février 1848. Il réclame l'intervention des conseils municipaux dans le choix des instituteurs et des institutrices laïques ou congréganistes, présente et défend, le 29 novembre 1888 et le 19 janvier 1889, deux amendements à la loi militaire, l'une en faveur des dispenses intéressant les écoles françaises d'Orient ou d'Afrique et les œuvres des missions, l'autre tendant à verser les étudiants en médecine et les ecclésiastiques dans le service de santé en cas de mobilisation (rejeté par 329 voix contre 227). Il propose et fait voter la loi contre les cris publics, préconise le vote sous enveloppe, parle dans la discussion sur le transfert au Panthéon des cendres de Carnot et de Baudin. Il intervient dans les débats relatifs au rétablissement du scrutin d'arrondissement et à l'organisation de la haute cour de justice. Il est chargé (1888) du rapport sur le budget de la Chambre, où il proposa d'importantes économies, et du rapport qui concluait contre le mandat impératif qu'il représente comme contraire au régime parlementaire. Lefévre-Pontalis a voté contre la politique coloniale et scolaire des ministères républicains, et, en dernier lieu, contre le rétablissement du scrutin d'arrondissement (11 février 1889), pour l'ajournement indéfini de la révision de la Constitution, contre les poursuites contre trois députés membres de la Ligue des patriotes, contre le projet de loi Lisbonne restrictif de la liberté de la presse, contre les poursuites contre le général Boulanger.
Il est maire de Taverny de 1859 à 1865, dont il possédait le château de Boissy que son père avait racheté au prince de Condé.
Lefèvre-Pontalis a fait paraître, en 2 volumes (1885), un ouvrage sur le grand pensionnaire Jean de Witt, couronné par l'Académie française, et a été élu, au premier tour, le 2 juin 1888, membre de l'Académie des sciences morales et politiques. 
Membre dès sa création de la Société antiesclavagiste de France, fondée par le cardinal Lavigerie et Jules Simon, il en devient le secrétaire général.
Propriétaire d'un immeuble rue Montalivet (8e arrondissement de Paris), Antonin Lefèvre-Pontalis épouse Adèle Leconte, fille de Casimir Leconte (1796-1867) et d'Eugénie Estier (belle-sœur de Charles Sallandrouze de Lamornaix). Il est le père de Germain Lefèvre-Pontalis et d'Eugène Lefèvre-Pontalis, le grand-oncle d'Hubert Lefèvre-Pontalis et l'arrière-grand-père de Jean-Bertrand Pontalis.

## Principales publications
- De la Condition légale de la femme mariée et en particulier de son incapacité (thèse de doctorat, 1855)
- Les Élections de 1857 en Angleterre (1857)
- Du Pouvoir judiciaire en Angleterre (1857)
- La Hollande au XVIIIe siècle (1864)
- Les Lois et les mœurs électorales en France et en Angleterre (1864)
- Les réunions privées interdites (1869)
- Vingt années de république parlementaire au XVIIe siècle : Jean de Witt, grand pensionnaire de Hollande (2 volumes, 1884 - Prix Halphen de l'Académie française)
- Les Élections prussiennes
- Une restauration en 1672 (1884)
- Conférences antiesclavagistes (1891)
- Conférences antiesclavagistes (1891)
- Les élections françaises et les élections anglaises (1893)
- Les assemblées plénières en Suisse (1894)
- La Validation des élections (1894)
- Les élections d'Espagne (1896)
- Les élections dans les Pays-Bas (1897)
- Les élections en Autriche et en Hongrie (1897)
- La Préservation des monuments historiques anciens en Indo-Chine (1898)
- L'École de Le Play, la réforme électorale (1899)
- Histoire de la Hollande avant le XVIIIe siècle (1900)
- Les élections en Europe à la fin du XIXe siècle (1902)

## Sources
- « Antonin Lefèvre-Pontalis », dans Adolphe Robert et Gaston Cougny, Dictionnaire des parlementaires français, Edgar Bourloton, 1889-1891 [détail de l’édition]
- Jean-Pierre Florin, Les parlementaires du Nord-Pas-de-Calais sous la IIIe République, Institut de recherches historiques du Septentrion, 2018